# Eliano el Táctico

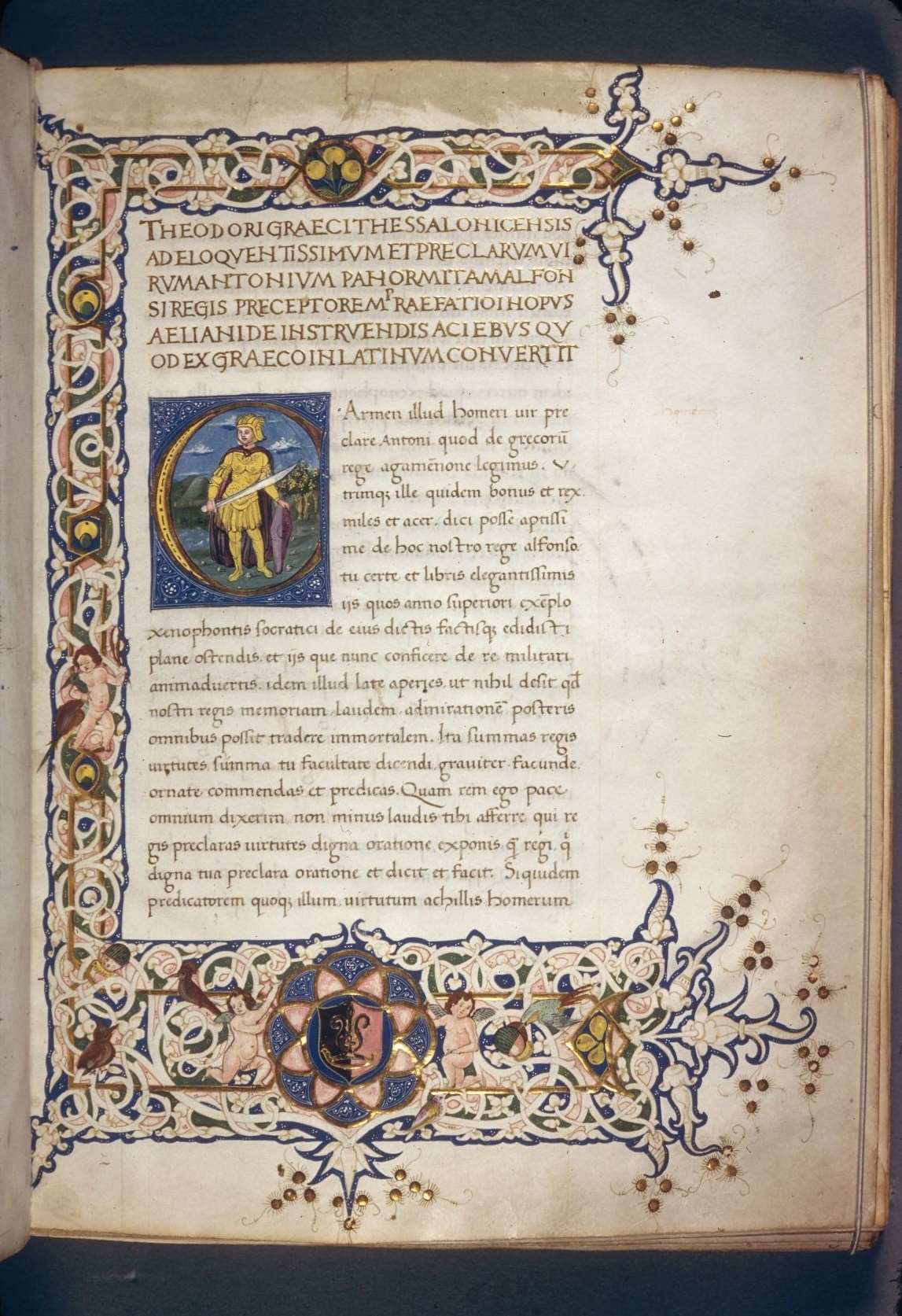
Una edición de 1480. MS Richardson 16, Houghton Library, Harvard University.

Eliano el Táctico (en griego. Αιλιανός Τακτικός) fue un escritor militar griego del siglo II, residente en Roma. 

## Obra
Eliano escribió un tratado de 23 capítulos en los que describía las tácticas de los griegos (Περί Στρατηγικών Τάξεων Ελληνικών: Formaciones estratégicas de los griegos), y lo dedicó a Adriano, aunque probablemente esta idea sea un error de Trajano, y se le haya atribuido la fecha de 106. Es un manual que relata las técnicas de instrucción y tácticas militares de los diferentes soldados griegos (entre ellos, Macedonia) sucesores de Alejandro Magno. El autor afirma haber consultado a las mayores autoridades en la materia, la principal de las cuales un tratado sobre la materia, hoy perdido, escrito por Polibio. Quizá el mejor valor de los trabajos de Eliano reside en su revisión crítica de anteriores trabajos sobre el arte de la guerra, y en la exhaustividad de sus detalles técnicos sobre las técnicas de instrucción.  
Hace asimismo un breve resumen sobre la constitución de un ejército romano en ese tiempo. El trabajo surgió, según dice, de una conversación con el emperador Nerva en casa de Frontino, en Formia. Le prometió también un libro sobre tácticas navales, pero éste, si fue escrito, se ha perdido.

## Posteridad
Varios críticos del siglo XVIII, entre los que se encontraba el Príncipe de Ligne, fueron unánimes al considerar a Eliano muy inferior a Arriano, aunque ambos ejercieron una gran influencia en sus sucesores inmediatos, entre los que se encontraban los historiadores bizantinos y musulmanes, que tradujeron el texto para su uso personal. El emperador León VI el Sabio utilizó amplios pasajes de la obra de Eliano para escribir su propio trabajo sobre el arte militar. La versión musulmana de Eliano fue escrita alrededor de 1350. Primero fue traducida al latín por Teodoro de Salónica y publicada en 1487.
A pesar de su naturaleza académica, los cuantiosos detalles encontrados en el tratado resultaron de vital importancia para los tácticos del siglo XVI, ocupados en desarrollar un sistema militar regular a partir de los sistemas cuasi-feudales de las generaciones previas. La falange macedonia de Eliano se asemeja en muchos puntos a las sólidas masas de piqueros y escuadrones de caballería de los sistemas español y holandés, y las traducciones de la obra realizadas en el siglo XVI formaron el punto de partida de numerosos libros sobre tácticas e instrucción.
Más aún, sus trabajos, junto a los de Jenofonte, Polibio, Eneas el Táctico y Arriano, fueron minuciosamente estudiados por cualquier soldado del siglo XVI y XVII que deseara ser un maestro en su profesión. Se ha sugerido que Eliano es el verdadero autor de la mayor parte de la Táctica de Arriano, y que la Taktike Theoria es una revisión posterior de la obra original, aunque esta teoría no es comúnmente aceptada.